# Liste der Bodendenkmale in Damnatz
In der Liste der Bodendenkmale in Damnatz sind alle Bodendenkmale der niedersächsischen Gemeinde Damnatz aufgelistet. Die Quelle ist der Denkmalatlas Niedersachsen. Der Stand der Liste ist der 29. Juni 2024.

## Allgemein
In den Spalten finden sich folgende Informationen des Bodendenkmales :
- Lage        : geographische Koordinaten
- Bezeichnung : Bezeichnung lt. Denkmalatlas
- Beschreibung: Beschreibung lt. Denkmalatlas
- ID          : Objekt-ID
- Bild        : Bild, ggf. zusätzlich mit Link zu weiteren Fotos im Medienarchiv Wikimedia Commons.

## Damnatz
| Lage                       | Bezeichnung     | Beschreibung | ID       | Bild |
| -------------------------- | --------------- | --- | -------- | ---- |
| 53° 8′ 9″ N, 11° 10′ 43″ O | Damnatz 1, Wurt | Wurt in Außendeichslage. Dm. ca. 40 m, H. ca. 3,0 m. Die Wurt bzw. ein Gebäude ist schon in der Kurhannoverschen Landesaufnahme von 1776 verzeichnet. | 28919215 | BW   |

## Landsatz
| Lage                       | Bezeichnung             | Beschreibung | ID       | Bild |
| -------------------------- | ----------------------- | --- | -------- | ---- |
| 53° 9′ 45″ N, 11° 8′ 25″ O | Landsatz 1, Befestigung | Fortähnliche Anlage mit trapezförmigem Grundriss, 55/30x40 m, 1700 m² Innenfläche; von einem breiten wasserführenden Graben umschlossen, Br. 15–20 m, T. bis 2,5 m. An der N-Flanke wahrscheinlich Bastionen. Offenbar ist das heute vorhandene Mauerwerk erst im Beginn der Neuzeit entstanden. Die Anlage scheint um 1500 bzw. 1550 errichtet worden zu sein. Sie gehört zum Gut Jasebeck, das ursprünglich ein Vorwerk der am gegenüberliegenden Elbufer gelegenen Wasserburg Wehningen war. Über die Geschichte der Befestigung selbst ist nichts bekannt. | 28921736 | BW   |